# DJ Nelson
Nelson Díaz Martinez (7 de abril de 1972), mais conhecido como DJ Nelson, é um produtor musical porto-riquenho que desempenhou um papel significativo no desenvolvimento e popularização do reggaeton.

## Discografia
- 1995  Big Bam Blunt
- 1997 Nel-Zone
- 2001 Music
- 2001 The Flow: Sweet Dreams
- 2004 Flow la Discoteka
- 2005 The Flow: Sweet Dreams (Special Edition)
- 2006 The Kings of the Remix
- 2006 The Flow Vol. 1
- 2007 Flow la Discoteka 2
- 2009 The Flow Is Back
- 2020 Inmortal